# Elecciones al Parlamento Europeo de 2024
Las elecciones al Parlamento Europeo de 2024 se celebraron en la Unión Europea entre el seis y el nueve de junio de 2024 y dieron lugar a la X legislatura, reemplazando a la IX legislatura. En ellas fueron elegidos por sufragio universal, directo, libre y secreto a los eurodiputados de los partidos europeos que iban a integrar los grupos parlamentarios de la Eurocámara y a representar a la ciudadanía de la Unión en el periodo comprendido desde 2024 a 2029. Esta cámara es la responsable de investir por mayoría absoluta al presidente de la Comisión Europea y su Colegio de Comisarios, que haya propuesto el Consejo Europeo en función de los resultados de las elecciones, por mayoría cualificada.
Los Estados miembros eligen, según sus leyes nacionales, que sistema electoral usar para repartir los escaños que tenían asignados. Por ejemplo, países como Francia, España, Portugal, Alemania o Grecia realizan una circunscripción única mientras Irlanda o Italia dividían su territorio en diversas circunscripciones para elegir a los candidatos.
La edad mínima de votación se suele situar en los 18 años en gran parte de la Unión, con la excepción de Austria y Malta, que la suelen fijar en 16 años, Croacia y Eslovenia que también la sitúan en 16 años si estaban trabajando, Hungría en caso de tener 16 años y estar casado, y Grecia que la situaba en 17 años. De todas maneras, esto sigue estando por determinar, pero se puede prever que los países seguirán un patrón similar a otros años.
El sistema elegido para el reparto de votos mayoritario es el sistema D'Hondt, usado en 17 países (entre ellos España).

## Contexto
Las elecciones europeas, son los comicios legislativos en el que los ciudadanos de la Unión eligen a los diputados al Parlamento Europeo, la institución que junto al Consejo, ostenta el poder legislativo de la Unión Europea. Tiene una importante relevancia ya que el Parlamento legisla sobre cuestiones que afectan directamente a la vida cotidiana de los ciudadanos europeos, como la educación, el empleo, la sanidad, el emprendimiento, la seguridad, la migración, las políticas sociales, el medio ambiente, los derechos de los consumidores, la economía, la industria, el Estado de derecho y muchos más.  Además, tras los comicios, el Parlamento, con los nuevos grupos parlamentarios, se constituye en nueva legislatura y se elige por mayoría absoluta al presidente de la Comisión Europea y su Colegio de Comisarios, propuestos por el Consejo Europeo.
Por otra parte, si bien casi todos los tratados modificativos han tendido a conceder mayores facultades (decisorias o de control) al Parlamento Europeo, lo cierto es que hasta el Tratado de Maastricht no empezó a contemplarse al Parlamento con la seriedad de una institución comunitaria plena. Posteriormente, los Tratados de Ámsterdam y de Niza incrementaron considerablemente sus potestades, especialmente en el ámbito legislativo y en sus funciones de control sobre la Comisión; pero fue el Tratado de Lisboa, en vigor desde 2009, el que ha hecho del Parlamento una auténtica cámara legislativa, en igualdad de condiciones con el Consejo, y para la gran mayoría de los ámbitos políticos de competencia de la Unión. Hoy en día el procedimiento legislativo ordinario contempla la intervención del Parlamento y del Consejo como el método principal de ejercicio del poder legislativo comunitario, de manera conjunta.
Así pues, desde 1979 los diputados al Parlamento Europeo son elegidos por sufragio universal, directo, proporcional y secreto en votaciones populares celebradas cada cinco años en todos los Estados de la Unión. En estas elecciones europeas son electores y elegibles todos los ciudadanos de la Unión desde que cumplen la edad legal para votar en sus respectivos países de origen o de residencia, y en cualquier caso a partir de los 18 años. Debe recordarse que son ciudadanos europeos todos los nacionales de los Estados miembros de la Unión, y que esta ciudadanía complementa y no sustituye a la de los Estados.
Hasta ahora, el sistema electoral de cada Estado miembro es definido por cada gobierno nacional; sin embargo, antes de las elecciones de 2004, estos tuvieron que aplicar una directiva que preveía cierta homogeneización. Tienen derecho de voto activo todos los ciudadanos de la Unión Europea a partir de los 18 años. La edad mínima para el derecho de voto pasivo puede variar según el Estado. Cada ciudadano puede elegir votar en el Estado de su residencia o en el Estado de su nacionalidad, pero no en ambos.
Los eurodiputados se eligen en cada Estado miembro por separado. La presentación de candidatos está reservada a los partidos políticos nacionales. Sin embargo, los partidos de diferentes Estados, pero con la misma ideología política, suelen aliarse y formar partidos políticos a escala europea, los núcleos de los grupos parlamentarios en el Parlamento Europeo.

### Refundación de la Unión Europea
La refundación de la Unión Europea es el proyecto que busca la reforma institucional y constitucional para adaptar a dicha organización a los futuros cambios globales y avanzar en la integración europea. Fue iniciado en 2017 y ha sido impulsado principalmente por la Comisión Europea y el denominado eje franco-alemán. Aunque el término «refundación» ha sido utilizado especialmente por el presidente de Francia, Emmanuel Macron y su gobierno, diferentes actores políticos se han referido a la situación empleando términos variados para reflejar la voluntad de aumentar la capacidad geopolítica, la autonomía estratégica o la soberanía de la Unión. Por ejemplo, durante la presidencia francesa del Consejo de la UE en 2022, el propio Macron utilizó como eslogan las palabras «relanzamiento, poder, pertenencia».
En medio de la tensión diplomática entre Rusia y la UE y la intensificación de la rivalidad entre China y Estados Unidos, la UE comenzó a debatir la noción de autonomía estratégica, que exige a la organización defender su soberanía y promover sus intereses de manera independiente. Dicha autonomía suele vincularse a la defensa, pero podría ir más allá, teniendo en cuenta que a nivel internacional las capacidades económicas y tecnológicas han ganado relevancia. Sin embargo, varios líderes europeos aspiran a dotar a la UE de las capacidades militares que consideran necesarias para garantizar su defensa en pos de conseguir la autonomía estratégica.
Entre tanto, en Estados Unidos, los gobiernos de Donald Trump y Joe Biden asumieron una postura de relativa ruptura respecto a la UE, lo que ha generado una «pérdida de confianza» en la relación bilateral dentro de la clase política y la opinión pública en la UE. Paralelamente las nuevas relaciones eurobritánicas, tras la salida del Reino Unido de la UE en 2020, se han desarrollado en medio de un reforzamiento de la angloesfera que ha chocado con algunos intereses de la UE.
Sin embargo, han sido dos los principales catalizadores que desde 2020 impulsan una serie de cambios de considerable magnitud en el bloque comunitario: la crisis de la pandemia de COVID-19 y la situación de la Unión tras la invasión rusa de Ucrania. Entre otros aspectos, ambas crisis pusieron en evidencia la dependencia exterior de la Unión para abastecerse de productos y materias primas de carácter estratégico. Ello, unido al creciente proteccionismo de competidores clave como China y Estados Unidos —en particular las leyes de este último aprobadas en 2022—, potenció la adopción de medidas comunitarias que buscan la reindustralización interior de la UE.
No obstante, desde que asumió sus funciones en 2017, el presidente Macron ya había abanderado propuestas en respaldo de su consigna de «refundar Europa». Pese a ello, en los primeros años de su gobierno, Macron no había obtenido el respaldo del gobierno de la canciller alemana Angela Merkel a sus iniciativas más ambiciosas dentro de la UE. Pero la situación cambió el 18 de mayo de 2020, cuando —en el marco de la crisis de la pandemia— ambos gobernantes presentaron un plan para la UE armonizado con varias acciones institucionales iniciadas en marzo de ese año, que fueron seguidas por una ola de anuncios sin precedentes. Esta dinámica despertó expectativas sobre Olaf Scholz —quien reemplazó a Merkel como canciller en diciembre de 2021— y su política europea enfocada en la evolución hacia el establecimiento de un «Estado federal» que no logró implementar antes de ser reemplazado por Friedrich Merz en 2025.

## Sistema electoral
| Distribución de escaños en 2024 (por designar) | Distribución de escaños en 2024 (por designar) |
| Estado miembro                                 | Escaños                                        |
| ---------------------------------------------- | ---------------------------------------------- |
| Alemania                                       | 96                                             |
| Francia                                        | 81                                             |
| Italia                                         | 76                                             |
| España                                         | 61                                             |
| Polonia                                        | 53                                             |
| Rumania                                        | 33                                             |
| Países Bajos                                   | 31                                             |
| Bélgica                                        | 22                                             |
| República Checa                                | 21                                             |
| Grecia                                         | 21                                             |
| Hungría                                        | 21                                             |
| Portugal                                       | 21                                             |
| Suecia                                         | 21                                             |
| Austria                                        | 20                                             |
| Bulgaria                                       | 17                                             |
| Finlandia                                      | 15                                             |
| Dinamarca                                      | 15                                             |
| Eslovaquia                                     | 15                                             |
| Irlanda                                        | 14                                             |
| Croacia                                        | 12                                             |
| Lituania                                       | 11                                             |
| Letonia                                        | 9                                              |
| Eslovenia                                      | 9                                              |
| Estonia                                        | 7                                              |
| Chipre                                         | 6                                              |
| Luxemburgo                                     | 6                                              |
| Malta                                          | 6                                              |
| Total:                                         | 720                                            |

Los diferentes sistemas electorales en la Unión Europea no son homogéneos. Todos los países siguen un sistema proporcional —incluida Francia, que a nivel nacional tienen un sistema mayoritario—, pero existen notables diferencias locales. Aunque los Tratados fijan el objetivo de un procedimiento uniforme en todos los Estados miembros, se establece alternativamente un sistema electoral europeo basado sobre principios comunes pero abierto al desarrollo particularizado de cada Estado miembro. Este es el sistema que se ha impuesto hasta la fecha, fijándose como reglas básicas de la elección y el escrutinio los siguientes principios:
- Universalidad del sufragio (sin posibilidad de exclusión por razón de sexo, raza, pertenencia a una minoría, ni por supuesto nacionalidad, no requiriéndose la del Estado concreto en la que se ejerce el voto, y bastando con acreditar la residencia).
- Voto libre y secreto (lo segundo como garantía de lo primero).
- Voto directo (de acuerdo con el principio de democracia representativa que rige el funcionamiento de la Unión, y sin perjuicio de que la elección de los diputados se lleve a cabo en listas cerradas o abiertas).
- Atribución proporcional de los escaños en función del cómputo total de votos (descartándose el sistema electoral mayoritario, aunque permitiéndose un amplio margen para distintas apreciaciones de la idea de proporcionalidad).

En junio de 2018, el Consejo Europeo acordó cambiar la ley electoral de la Unión Europea y reformar las normas electorales, datadas de 1976. El objetivo de la reforma fue aumentar la participación en las elecciones, la comprensión de su importancia y relevancia a nivel europeo y evitar votos irregulares sin menoscabar las tradiciones constitucionales y electorales de los Estados miembros. El Parlamento Europeo dio su aprobación a la reforma el 4 de julio de 2018 y la ley fue adoptada por el Consejo Europeo el 13 de julio siguiente.
Las normas tienen entre sus puntos destacados:
- Visibilizar los partidos políticos europeos, en las papeletas de todos los Estados miembros, visibilizando el logotipo y candidato del partido político europeo, en caso de formar parte de alguno, junto al partido político estatal.
- Introducción de un umbral mínimo obligatorio para los países de la Unión Europea que repartan más de 35 escaños en circunscripción única (en el momento de la aprobación, sólo España y Alemania), que se deberá establecer entre el 3 % y el 5 %.
- Establecimiento de un plazo de 12 semanas antes de las elecciones para que los partidos políticos europeos, y los partidos políticos a nivel estatal, proclamen sus candidatos. La intención es que todos los partidos europeos nominen a su candidato a Presidente de la Comisión Europea.
- Inclusión del derecho a voto de los ciudadanos europeos que vivan fuera de la Unión Europea.
- Prohibición del doble voto para ciudadanos europeos con derecho a voto en dos países. Para ello, los estados deberán intercambiar información de sus censos electorales.

## Nombramientos

### Presidente de la Comisión Europea
La elección del presidente de la Comisión se diferencia netamente del proceso de designación del resto de miembros del Colegio de Comisarios. Tiene lugar antes que cualquier otro y, a resultas del mismo, su titular es el único legitimado democráticamente de manera individualizada y directa por su elección parlamentaria. El proceso se puede dividir en las siguientes fases:
- Tras la constitución de la nueva legislatura en el Parlamento, el Consejo Europeo iniciará, por medio de su presidente, una amplia ronda de consultas con las fuerzas políticas resultantes de las elecciones al mismo, internamente constituidas en grupos parlamentarios de la Cámara, y externamente sostenidas por los partidos políticos a escala europea, de acuerdo con el peso que les corresponda en la nueva configuración política. En esta tarea contará con el apoyo y la mediación del nuevo presidente del Parlamento.
- Teniendo en cuenta dichas consultas y el resultado de las elecciones, el presidente del Consejo Europeo elevará al mismo una propuesta y la someterá su consideración.
- Sobre la base de la propuesta de su presidente, el Consejo Europeo adoptará, por mayoría cualificada, una decisión por la que se proponga al Parlamento un candidato a la presidencia de la Comisión.
- El candidato propuesto por el Consejo Europeo comparecerá ante el Parlamento para exponer su programa de gobierno para un mandato quinquenal. A continuación se someterá al candidato a un debate de investidura.
- Tras la comparecencia y el debate, el Parlamento someterá a votación la candidatura propuesta por el Consejo Europeo. Si el candidato obtuviese la confianza de la Cámara (mayoría absoluta), se considerará elegido presidente de la Comisión. Si le fuere denegada, el Consejo Europeo deberá reiniciar la fase de consultas.

Tras la investidura parlamentaria, el candidato así votado obtiene la condición de presidente electo. Concluido el entero proceso de designación y asignación de carteras a los demás comisarios, la Comisión se somete colegiadamente al voto de aprobación conjunta ante el Parlamento Europeo, que lo otorgará por mayoría simple. 

### Alto representante de la Unión para Asuntos Exteriores y Política de Seguridad
Según lo dispuesto en el Tratado de la Unión Europea (TUE), en su artículo 17 y siguientes, el AR será nombrado por el Consejo Europeo por mayoría cualificada con la aprobación del presidente de la Comisión, durante un plazo de cinco años. Sin embargo, esto no significa que ostente ya el cargo, puesto que el AR, junto con el presidente y demás miembros de la Comisión, se someterán colegiadamente al voto de aprobación del Parlamento Europeo, reunido en sesión plenaria tras su constitución después de las elecciones europeas. Sobre la base de dicha aprobación, la Comisión junto con el alto representante serán nombrados por el Consejo Europeo por mayoría cualificada, donde prestarán juramento.

## Fecha de las elecciones

(fechas por definir)
6 de junio
7 de junio
8 de junio
9 de junio

Las elecciones se celebran en diversas fechas en los diversos Estados miembros de la Unión Europea, siempre dentro del rango de cuatro días que acuerda el Parlamento Europeo. Este es el calendario para las elecciones de 2024.

## Fragmentación política
A comienzos de 2024, en el Consejo Europeo no participaba ninguno de los 27 miembros (sin contar al Reino Unido) que había a comienzos de 2017. Entre febrero de 2020 y diciembre de 2023, cambiaron 22 de los 27 líderes que forman dicha institución. Este relevo continuo en los gobiernos nacionales ha ocasionado que la posición de esos países en los debates comunitarios pierda claridad. Y es que, en su conjunto, los gobiernos no solo suelen durar menos tiempo que en décadas anteriores sino que, también, requieren un número mayor de partidos para sumar la mayorías parlamentarias. Por ejemplo, en 2021, Alemania formó su primer Gobierno tripartito (Gobierno Scholz) desde los años 1950 y España ha estado gobernada, a partir de 2020, por su primera coalición desde la transición democrática.
En las elecciones al Parlamento Europeo de 2019, las dos principales “familias políticas”, Partido Popular Europeo (PPE) y Partido de los Socialistas Europeos (PSE) por primera vez en la historia recibieron menos del 50 % de votos. Por ello tuvieron que contar con los votos del tercer grupo político, Renovar Europa, para alcanzar la mayoría de escaños necesaria al nombramiento de la Comisión Von der Leyen. Por su parte, los euroescépticos sumaron suficientes escaños para formar el tercer grupo más númeroso de la Cámara, pero esas fuerzas no lograron agruparse en torno a un proyecto y un liderazgo común ya que también sufrieron en fenómeno de disgregación. Así mismo, la irrupción del euroescepticismo fuerte —que hizo posible el referéndum del Brexit en 2016— eventualmente ha facilitado que los partidos políticos “tradicionales” cierren filas en torno al proyecto de integración europea.

## Resultados
| Partido político                                               | Partido político                                               | Partido político                                               | Partido político                                               | Votos | Porcentaje | Escaños |
| -------------------------------------------------------------- | -------------------------------------------------------------- | -------------------------------------------------------------- | -------------------------------------------------------------- | ----- | ---------- | ------- |
| Partido Popular Europeo                                        | Partido Popular Europeo                                        | Partido Popular Europeo                                        | Partido Popular Europeo                                        | —     | —          | 174/720 |
| Alianza Progresista de Socialistas y Demócratas                | Alianza Progresista de Socialistas y Demócratas                | Alianza Progresista de Socialistas y Demócratas                | Alianza Progresista de Socialistas y Demócratas                | —     | —          | 131/720 |
| Partido de la Alianza de los Liberales y Demócratas por Europa | Partido de la Alianza de los Liberales y Demócratas por Europa | Partido de la Alianza de los Liberales y Demócratas por Europa | Partido de la Alianza de los Liberales y Demócratas por Europa | —     | —          | 67/720  |
| Partido Identidad y Democracia                                 | Partido Identidad y Democracia                                 | Partido Identidad y Democracia                                 | Partido Identidad y Democracia                                 | —     | —          | 58/720  |
| Partido Verde Europeo                                          | Partido Verde Europeo                                          | Partido Verde Europeo                                          | Partido Verde Europeo                                          | —     | —          | 57/720  |
| Partido de los Conservadores y Reformistas Europeos            | Partido de los Conservadores y Reformistas Europeos            | Partido de los Conservadores y Reformistas Europeos            | Partido de los Conservadores y Reformistas Europeos            | —     | —          | 51/720  |
| Partido de la Izquierda Europea                                | Partido de la Izquierda Europea                                | Partido de la Izquierda Europea                                | Partido de la Izquierda Europea                                | —     | —          | 27/720  |
| Partido Demócrata Europeo                                      | Partido Demócrata Europeo                                      | Partido Demócrata Europeo                                      | Partido Demócrata Europeo                                      | —     | —          | 11/720  |
| Alianza Libre Europea                                          | Alianza Libre Europea                                          | Alianza Libre Europea                                          | Alianza Libre Europea                                          | —     | —          | 10/720  |
| Movimiento Político Cristiano Europeo                          | Movimiento Político Cristiano Europeo                          | Movimiento Político Cristiano Europeo                          | Movimiento Político Cristiano Europeo                          | —     | —          | 5/720   |
| Otros                                                          | Otros                                                          | Otros                                                          | Otros                                                          | —     | —          | 129/720 |
| Total de votos válidos                                         | Total de votos válidos                                         | Total de votos válidos                                         | Total de votos válidos                                         |       | —          | 720     |
| Sitio web oficial de las elecciones                            |                                                                |                                                                |                                                                |       |            |         |

## Grupos parlamentarios
Composición de los grupos en el momento de la primera asamblea plenaria del 16 al 19 de julio de 2024:
| Grupo político                                  | Grupo político                                  | Grupo político                                  | Grupo político                                  | Votos | Porcentaje | Escaños |
| ----------------------------------------------- | ----------------------------------------------- | ----------------------------------------------- | ----------------------------------------------- | ----- | ---------- | ------- |
| Partido Popular Europeo                         | Partido Popular Europeo                         | Partido Popular Europeo                         | Partido Popular Europeo                         | —     | —          | 188/720 |
| Alianza Progresista de Socialistas y Demócratas | Alianza Progresista de Socialistas y Demócratas | Alianza Progresista de Socialistas y Demócratas | Alianza Progresista de Socialistas y Demócratas | —     | —          | 136/720 |
| Patriotas por Europa                            | Patriotas por Europa                            | Patriotas por Europa                            | Patriotas por Europa                            | —     | —          | 84/720  |
| Conservadores y Reformistas Europeos            | Conservadores y Reformistas Europeos            | Conservadores y Reformistas Europeos            | Conservadores y Reformistas Europeos            | —     | —          | 78/720  |
| Renovar Europa                                  | Renovar Europa                                  | Renovar Europa                                  | Renovar Europa                                  | —     | —          | 77/720  |
| Los Verdes/Alianza Libre Europea                | Los Verdes/Alianza Libre Europea                | Los Verdes/Alianza Libre Europea                | Los Verdes/Alianza Libre Europea                | —     | —          | 53/720  |
| La Izquierda en el Parlamento Europeo-GUE/NGL   | La Izquierda en el Parlamento Europeo-GUE/NGL   | La Izquierda en el Parlamento Europeo-GUE/NGL   | La Izquierda en el Parlamento Europeo-GUE/NGL   | —     | —          | 46/720  |
| Europa de las Naciones Soberanas                | Europa de las Naciones Soberanas                | Europa de las Naciones Soberanas                | Europa de las Naciones Soberanas                | —     | —          | 25/720  |
| Otros                                           | Otros                                           | Otros                                           | Otros                                           | —     | —          | 32/720  |
| Total de votos válidos                          | Total de votos válidos                          | Total de votos válidos                          | Total de votos válidos                          |       | —          | 720     |
| Sitio web oficial de las elecciones             |                                                 |                                                 |                                                 |       |            |         |

## Nuevo Parlamento
La décima legislatura del Parlamento Europeo o también llamada X legislatura, es el ciclo parlamentario que comenzó el 16 de julio de 2024 tras las elecciones europeas de ese año y que finalizará en 2029. Los diputados de los diferentes partidos políticos europeos se organizaron en grupos parlamentarios según su afinidad ideológica y se repartieron en comisiones de trabajo. Además reeligieron a Roberta Metsola como presidenta del hemiciclo y nombraron al resto de la Mesa de la Eurocámara.
El 18 de julio de 2024 la nueva Eurocámara reeligió a Ursula von der Leyen como presidenta de la Comisión Europea tras ser propuesta para el cargo con el respaldo de 25 miembros del Consejo Europeo. La mandataria anunció el lanzamiento de un plan de acceso a la vivienda digna, con inyección de recursos comunitarios y la designación de un comisario de Vivienda. Para su nuevo mandato reafirmó su compromiso por una economía baja en carbono y el fomento de grandes empresas en sectores clave (incluida la defensa). Además manifestó que buscará reorientar los fondos de cohesión hacia planes de reforma a nivel nacional similares a los aplicados con el fondo Next Generation EU. La presidenta abogó también por una reforma del Tratados de la Unión Europea.